# شعيبيات

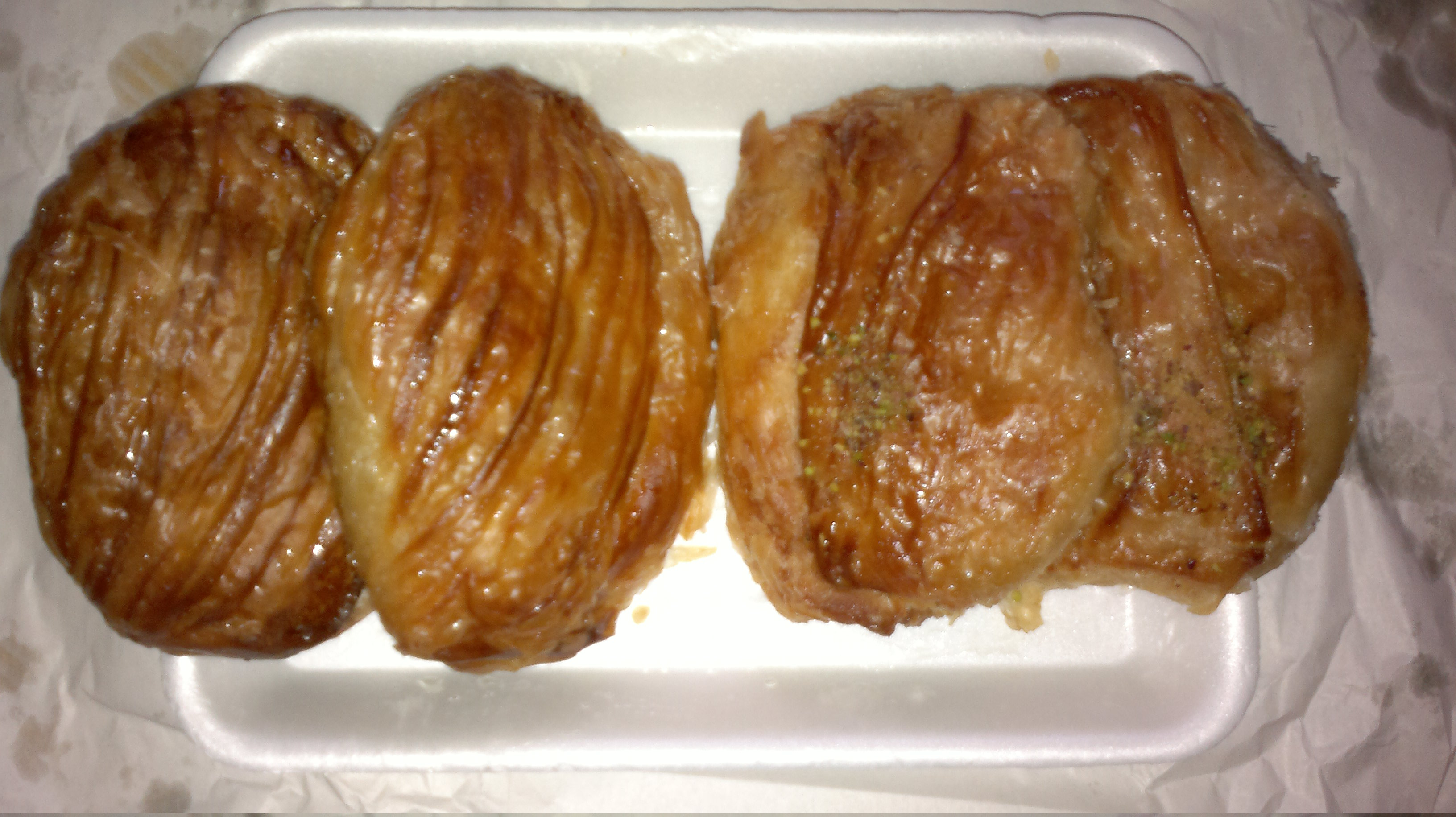
شعيبيات سورية

الشعيبيات حلوى عربية سورية نشأت و اشتهرت في منطقة ادلب يعود تاريخها لمئات السنين سهلة التحضير ولذيذة. يمكن ان تختلف الحشوة بحسب الرغبة لكن العجينة تكون دائماً من عجينة الفيلو، السمن والزيت. أما الحشوة الشائعة فتتكوّن من الحليب، السكر، الكريما، النشا، ماء الورد وماء الزهر. بعد الانتهاء من تحضيرها تغطّس الشعيبيات بالقطر.
تحتوي قطعة الشعيبيات (150غ تقريباً) بحسب موقع شهية، على المعلومات الغذائية التالية:
- السعرات الحرارية: 595
- الدهون: 29
- الدهون المشبعة: 9
- الكوليسترول: 32
- الكاربوهيدرات: 80
- البروتينات: 5

## وصلات خارجية
- وصفة الشعيبيات مع معلوماتها الغذائية
- طريقة عمل الشعيبيات السورية الادلبية والحموية